# Luca Tosi
Luca Tosi (ur. 4 listopada 1992 w Rimini) – sanmaryński piłkarz włoskiego pochodzenia występujący na pozycji pomocnika w Pietracuta Calcio oraz w reprezentacji San Marino.

## Kariera klubowa
Wychowanek szkółki piłkarskiej San Marino Calcio, w której rozpoczął treningi w wieku 8 lat. Następnie był graczem włoskiego klubu Delfini Rimini. W 2009 roku został włączony do kadry pierwszego zespołu i rozegrał w sezonie 2009/2010 28 spotkań na poziomie Seconda Categoria. W 2010 roku przeniósł się do Virtusu San Mauro Mare, rok później został piłkarzem ASD Sant'Ermete. W lutym 2014 roku w barwach SS Folgore/Falciano rozegrał 1 spotkanie w Campionato Sammarinese w wygranym 3:0 meczu przeciwko FC Domagnano.
W grudniu 2016 roku rozpoczął występy w Giovane Cattolica 1923 (Promozione). Przed sezonem 2017/18 został graczem występującego na tym samym poziomie rozgrywkowym klubu Pietracuta Calcio.

## Kariera reprezentacyjna
W 2013 roku zaliczył 5 występów w kadrze U-21 w ramach eliminacji Mistrzostw Europy 2015. 6 września 2013 wystąpił w wygranym 1:0 spotkaniu z Walią U-21, który to mecz uznawany jest za największy sukces sanmaryńskiej piłki nożnej młodzieżowej.
8 czerwca 2014 roku zadebiutował w seniorskiej reprezentacji San Marino w przegranym 0:3 towarzyskim meczu z Albanią.